# Coleophora albicella
Coleophora albicella é uma espécie de mariposa do gênero Coleophora pertencente à família Coleophoridae.